# Vodní pólo na mistrovství Evropy v plaveckých sportech 1985
Zápasy ve vodním pólu na mistrovství Evropy v plaveckých sportech za rok 1985 proběhly v Sofii, Bulharsko ve dnech 4. až 11. srpna 1985.

## Československá stopa
Československo na mistrovství Evropy nestartovalo.
Československo se z minulého mistrovství Evropy 1983 odhlásilo a automaticky sestoupilo do nižší skupiny, která na letošním mistrovství Evropy nesoutěžila.

## Medailisté
| Muži | Zlato | Stříbro | Bronz |
| ---- | --- | --- | --- |
| Tým  | Sovětský svaz (URS) (Jevgenij Šaronov, Nurlan Mendygalijev, Pavel Prokopčuk, Jevgenij Grišin, Sergej Naumov, Viktor Berenďuha, Sergej Kotěnko, Askar Orazalinov, Giorgi Mšvenyjeradze, Michail Ivanov, Serghei Marcoci, Nikolaj Smirnov, Micheil Giorgadze, Oleg Puzankov, Pavel Volkov) | Jugoslávie (YUG) (Milorad Krivokapić, Andrija Popović, Deni Lušić, Milivoj Bebić, Veselin Đuho, Goran Sukno, Tomislav Paškvalin, Dragan Andrić, Zoran Petrović, Dubravko Šimenc, Perica Bukić, Goran Rađenović, Igor Milanović, Aleksandar Šoštar, Marinko Roje) | Západní Německo (FRG) (Santiago Chalmovsky, Frank Kison, Thomas Loebb, Rainer Osselmann, Jürgen Schröder, Dirk Theismann, Armando Fernández, Rainer Hoppe, Dirk Jacoby, Thomas Huber, Frank Otto, Peter Röhle, Hagen Stamm, ??? (n), ??? (n)) |

pozn. Dva hráči ze sestav byli nehrajícími náhradníky tj. náhradníci na tribuně, nebo necestujující náhradníci připraveni na telefonu dorazit v případě zranění.